# 拉內魯弗洛省

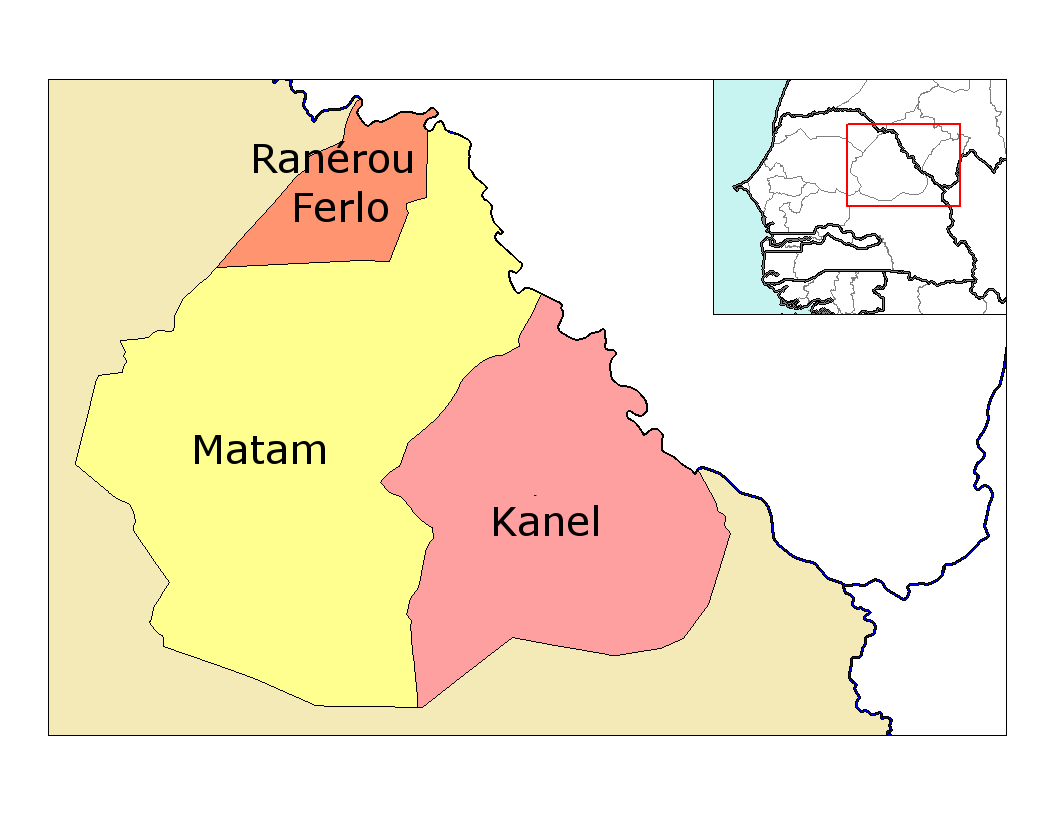

15°18′N 13°58′W / 15.300°N 13.967°W
拉內魯弗洛省（法語：Département de Ranérou-Ferlo），是塞內加爾的省份，位於該國東北部，由馬塔姆區負責管轄，首府設於拉內魯，東北面是馬塔姆省，面积15100.8平方千米，東南面是卡內省，2013年人口51,313。